# Mistrovství světa ve skeletonu 2007
Mistrovství světa ve skeletonu 2007 se uskutečnilo od 25. ledna do 28. ledna 2007 ve švýcarském zimní středisku Svatý Mořic. Mistry se stali Švýcar Gregor Stähli a Američanka Noelle Pikus-Pace.

## Muži
| *  | Sportovec           | Stát           | Čas     | 1       | 2       | 3       | 4       |
| -- | ------------------- | -------------- | ------- | ------- | ------- | ------- | ------- |
| 1  | Gregor Stähli       | Švýcarsko      | 4:36.26 | 1:09.59 | 1:09.56 | 1:08.91 | 1:08.20 |
| 2  | Eric Bernotas       | USA            | 4:37.84 | 1:09.75 | 1:10.02 | 1:08.79 | 1:09.28 |
| 3  | Zach Lund           | USA            | 4:37.97 | 1:09.94 | 1:09.99 | 1:09.02 | 1:09.02 |
| 4  | Markus Penz         | Rakousko       | 4:38.16 | 1:10.35 | 1:10.28 | 1:08.76 | 1:08.77 |
| 5  | Aleksandr Tretiakov | Rusko          | 4:39.38 | 1:10.14 | 1:10.60 | 1:09.78 | 1:08.86 |
| 6  | Martins Dukurs      | Lotyšsko       | 4:39.61 | 1:10.61 | 1:09.79 | 1:09.56 | 1:09.65 |
| 7  | Jeff Pain           | Kanada         | 4:39.63 | 1:10.49 | 1:10.41 | 1:09.62 | 1:09.11 |
| 8  | Daniel Mächler      | Švýcarsko      | 4:40.23 | 1:10.28 | 1:10.50 | 1:09.57 | 1:09.88 |
| 9  | Adam Pengilly       | Velká Británie | 4:40.28 | 1:10.85 | 1:10.26 | 1:09.76 | 1:09.41 |
| 10 | Frank Kleber        | Německo        | 4:40.41 | 1:10.16 | 1:10.39 | 1:10.39 | 1:10.53 |

## Ženy
| *  | Sportovec           | Stát           | Čas     | 1       | 2       | 3       | 4       |
| -- | ------------------- | -------------- | ------- | ------- | ------- | ------- | ------- |
| 1  | Noelle Pikus-Pace   | USA            | 4:44.13 | 1:11.49 | 1:11.25 | 1:11.05 | 1:10.34 |
| 2  | Maya Pedersen-Bieri | Švýcarsko      | 4:45.69 | 1:11.77 | 1:11.76 | 1:11.22 | 1:10.94 |
| 3  | Katie Uhlaender     | USA            | 4:45.85 | 1:11.74 | 1:11.78 | 1:11.50 | 1:10.83 |
| 4  | Tania Morel         | Švýcarsko      | 4:46.45 | 1:11.97 | 1:11.98 | 1:11.18 | 1:11.32 |
| 5  | Carla Pavan         | Kanada         | 4:47.03 | 1:11.94 | 1:11.81 | 1:11.96 | 1:11.32 |
| 6  | Michelle Steele     | Austrálie      | 4:47.09 | 1:12.20 | 1:11.87 | 1:11.58 | 1:11.44 |
| 7  | Amy Williams        | Velká Británie | 4:47.16 | 1:12.34 | 1:12.11 | 1:11.25 | 1:11.46 |
| 8  | Michelle Kelly      | Kanada         | 4:47.50 | 1:12.26 | 1:11.92 | 1:11.54 | 1:11.78 |
| 9  | Lindsay Alcock      | Kanada         | 4:47.51 | 1:12.54 | 1:12.21 | 1:11.62 | 1:11.14 |
| 10 | Shelley Rudman      | Velká Británie | 4:47.92 | 1:12.35 | 1:12.52 | 1:11.69 | 1:11.36 |